# George Jordac
George Jordac (arabiska: جورج جردق), född 1931, död 2014, var en kristen författare och poet från Libanon. Han publicerade en bok om Ali ibn Abi Talib med titeln Den Mänskliga Rättvisans Röst.
Jordac kom från södra Libanon och byn Marjayoun. Han gick på en lokal skola för sin grundutbildning. Därefter flyttade han till Beirut för vidare studier. År 1950 publicerade George sin första bok medan han fortfarande var tonåring med titeln "Wagner and the Woman". Han började sin karriär som journalist och arbetade i flera tidskrifter. Han undervisade också arabisk litteratur och filosofi vid flera universitet.
I introduktionen av Trouble with Christianity skrev bokens författare Philip Voerding att Den Mänskliga Rättvisans Röst, skriven av en östlig kristen vid namn George Jordac, var en av de första böckerna han läste om tolv-shiitisk islam. Därefter skrev han att Teodicéproblemet (Guds rättvisa) var den viktigaste tron efter Guds enhet i den tolv-shiitiska ideologin, och att han fann detta vara imponerande.